# 포보스 1호
포보스 1호(러시아어: Фобос 1)는 포보스 계획의 일부로 소련이 화성과 그 위성 포보스를 탐사하기 위해 발사한 화성 탐사선이다.
1988년 7월 7일 발사되었으나, 화성을 향해 가던 중 통신이 두절되어 실패로 끝났다.

## 개요
포보스 1호는 민기다

## 같이 보기
- 포보스 2호